# Rodern
Rodern ist eine französische Gemeinde mit 396 Einwohnern (Stand 1. Januar 2022) im Département Haut-Rhin in der Region Grand Est (bis 2015 Elsass). Sie ist Mitglied des Gemeindeverbandes Pays de Ribeauvillé.

## Geografie
Die Gemeinde Rodern liegt am Rand der Vogesen, etwa sieben Kilometer südwestlich von Schlettstadt. Das Gemeindegebiet gehört zum Regionalen Naturpark Ballons des Vosges. Die Gemeinde liegt an der Elsässer Weinstraße. Die bekannteste Weinlage ist der Alsace Grand Cru „Gloeckelberg“, den sich der Ort mit der Nachbargemeinde Saint-Hippolyte teilt.

## Geschichte
Von 1871 bis zum Ende des Ersten Weltkrieges gehörte Rodern als Teil des Reichslandes Elsaß-Lothringen zum Deutschen Reich und war dem Kreis Rappoltsweiler im Bezirk Oberelsaß zugeordnet.

## Bevölkerungsentwicklung
| Jahr                                           | 1910 | 1962 | 1968 | 1975 | 1982 | 1990 | 1999 | 2007 | 2017 |
| ---------------------------------------------- | ---- | ---- | ---- | ---- | ---- | ---- | ---- | ---- | ---- |
| Einwohner                                      | 360  | 277  | 279  | 264  | 264  | 266  | 313  | 327  | 362  |
| Quelle: Gemeindeverzeichnis, Cassini und INSEE |      |      |      |      |      |      |      |      |      |

|  |  |